# کارل هنری
کارل لوی دنیل هنری (انگلیسی: Karl Levi Daniel Henry؛ زادهٔ ۲۶ نوامبر ۱۹۸۲) بازیکن فوتبال اهل انگلستان است.